# Symbian OS
Pour les articles homonymes, voir Symbian.
 (mai 2023).
Symbian OS est un système d'exploitation pour téléphones mobiles et assistants personnels conçu par Symbian ltd.

## Historique

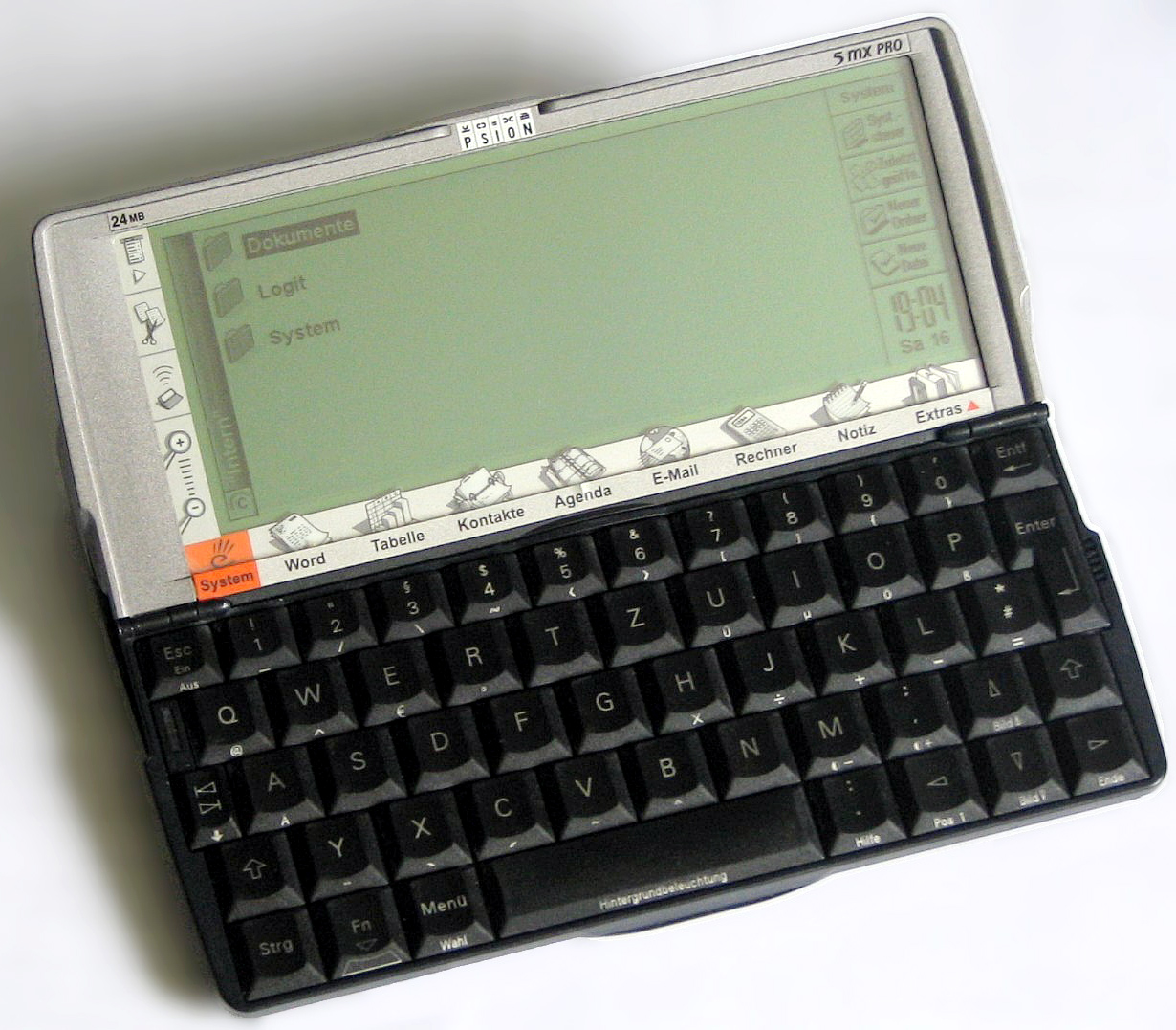
Psion serie 5, un des permiers appareils embarquant Symbian OS.

Symbian OS est l'héritier du système d'exploitation Epoc32. En 1998, Symbian ltd est fondée d'un partenariat de la société mère PSION avec Nokia, Ericsson, Motorola et Matsushita,. Il dispose de nombreuses API spécifiques pour la communication mobile voix et données, et utilise des protocoles standard de communication réseau : IPv4/IPv6, WAP, MMS, Bluetooth, GPRS/UMTS, Java, SyncML…
Le 16 novembre 2006, 100 millions de téléphones mobiles ont été vendus avec cet OS. Il est adopté par différents fabricants de téléphones portables de deuxième génération (GSM et GPRS) et troisième génération (UMTS).
Il est acheté en 2008 à 100 % par Nokia qui n'en détenait jusqu'alors que 48 %, le reste était réparti entre Sony Ericsson, Siemens, Samsung et Panasonic.
À la suite de cet achat Nokia décide de changer la licence de Symbian OS et d'en faire un logiciel open source le 21 octobre 2009 (mais reviendra sur cette décision en avril 2011). Le premier modèle Nokia porté par le nouveau système d'exploitation (Symbian^1 ou Symbian S60 v5) est le Nokia 5800 XpressMusic sorti fin 2008. Le code source est officiellement téléchargeable à partir du 4 février 2010. Symbian OS est alors le système d'exploitation pour téléphones mobiles le plus utilisés au monde avec 300 millions d'installations, soit 41% du marché. Cependant, les nouveaux systèmes d'exploitation fraîchement arrivés sur le marché (iOS en 2007, Android en 2008) donnent un coup de vieux à Symbian, dont l'architecture ancienne et pesante est dure à moderniser rapidement (la création d'applications tierces y est compliquée par exemple). Son CEO Lee Williams démissionne en octobre 2010 après que Sony Ericsson et Samsung aient déclaré abandonner Symbian OS. Certains critiquent la stratégie de mise en open source du logiciel, ce qui aurait grandement affecté sa compétitivité.
La version Symbian^3 sortie en 2010 rapproche le système d'exploitation Symbian d'iOS et Android sans parvenir à les concurrencer. Lors du dernier trimestre de 2010, pour la première fois, les ventes de dispositifs Android ont dépassé celles des dispositifs Symbian. Les ventes de Nokia sont alors en chute libre aux États-Unis et en Chine. Le 11 février 2011, le nouveau PDG de Nokia, Stephen Elop, ancien cadre de Microsoft, annonce qu'il abandonne le système d'exploitation de Nokia pour celui de son ancienne entreprise, en raison de la baisse importante de la part de marché de Nokia sur les smartphones, segment dominé par Apple (IOS) et Google (Android),. Symbian et Meego seront donc remplacés par Windows Phone. L'annonce provoque la grève de milliers d'employés de Nokia ainsi qu'une forte chute du cours de l'action Nokia.
Le 5 avril 2011, Nokia décide de revenir à un modèle propriétaire pour Symbian — les dernières versions libres du code source restent téléchargeables depuis des sites tiers,.
Le 27 avril 2011, Nokia annonce le transfert de Symbian ainsi que 3 000 employés travaillant dessus à la société Accenture, une société de conseil issue d'Arthur Andersen.
En juin 2011, bien qu'ayant opté pour Windows Phone 7, Nokia annonce la sortie de plusieurs modèles utilisant encore Symbian pour l'année à venir.
Deux dernières versions du système d'exploitation sont lancées au désespoir, Anna et Belle, qui seront les derniers souffles de Symbian. Son code Symbian C++ est toujours considéré comme confus par les développeurs, et l'interopérabilité mise en place en 2011 est venue trop tard. En 2012, l'équipe de Symbian OS annonce l'arrêt du système d'exploitation. Le dernier modèle Nokia porté par Symbian fut le Nokia 808 PureView.

## Versions
Symbian OS v5 ou EPOC Release 5. Dernière itération de l'OS qui est utilisé pour des PDA comme le Psion Series 5 ou le Psion Revo.
Symbian OS v5.1 ou ER5u. Support de l'Unicode. Version utilisée dans l'Ericsson R380.
Symbian OS v6.0. Premier téléphone « open source », le Nokia 9210 sort avec la version 6.0.
Symbian OS v6.1. Première version de Symbian OS utilisé comme base aux téléphones Series 60.
Symbian OS v7.0 et v7.0s (2003). Version majeure sur laquelle beaucoup d'interfaces utilisateur ont été développées : UIQ, Series 80, Series 90.
Symbian OS v8.0 (2004). Cette version introduit un nouveau cœur (EKA2) radicalement différent dans son fonctionnement.
Symbian OS v8.1. Amélioration de 8.0 disponible en 8.1a qui continue de supporter EKA1 et 8.1b qui supporte EKA2.
Symbian OS v9.1 (2005). Cette version met l'accent sur la sécurité. Seules les applications signées peuvent accéder aux fonctionnalités critiques du téléphone.
Symbian OS v9.2 (2006). Les téléphones qui l'utilisent sont Nokia E90, Nokia N95, Nokia N82 et Nokia 5700.
Symbian OS v9.3 (2007). Cette version supporte maintenant le Wi-Fi et le HSDPA. Les téléphones qui l'utilisent sont Nokia E72, Nokia 5730 XpressMusic, Nokia N79, Nokia N96, Nokia E52, Nokia E75.
Symbian OS v9.4 - Symbian^1-^1.5 (2008-2009). Cette version a été annoncée en mars 2007. Première version de Symbian OS utilisé comme base aux téléphones tactiles Nokia 5800 XpressMusic, Nokia N97, Nokia X6, Samsung i8910, Omnia HD, Sony Ericsson Satio. Toujours mise à jour.
Symbian^2 (2009-2010). Version corrigée de Symbian^1 par la Symbian Foundation. Marques qui ont adopté l'OS : Fujitsu et Sharp.
Symbian^3 (2010),,
Le Nokia N8 est le premier téléphone à utiliser cet OS depuis la fin octobre 2010. Des outils de développement pour Symbian^3 ont été mis à disposition et promettent de rendre la création d'applications « aussi facile que de créer une page Web ».
Symbian^3 est la dernière version majeure du système. Nokia ayant annoncé qu'il développerait uniquement des mises à jour du système, il n'y aura donc plus de version majeure et donc pas de Symbian^4.
Symbian^3 Anna et Belle sont des mises à jour majeures du système Symbian^3 seulement. Symbian Anna a activé la puce NFC sur Nokia C7, le premier ordiphone au monde avec NFC intégré.

## Les interfaces utilisateur
Symbian OS fournit les fonctionnalités essentielles du système d'exploitation, notamment le cœur (nommé EKA2 dans la dernière version), ainsi que les API communes et une interface utilisateur de référence. Chaque constructeur développe sa propre interface utilisateur, et ajoute ou enlève des fonctionnalités. Ainsi, Series 60 et UIQ sont deux branches différentes de Symbian OS. Chaque version de ces branches se base sur une version déterminée de Symbian OS.
Les principales interfaces utilisateurs sont :
Series 60, renommée S60. Cette interface utilisateur est la plus répandue sur les téléphones basés sur Symbian OS. Créée par Nokia, elle se caractérise jusqu'à la version 3 par un écran non tactile, le support d'un clavier numérique, parfois d'un clavier alphanumérique (E90 Communicator) et quelques touches additionnelles comme un joystick, ainsi que des touches à contexte applicatif (Softkeys [réf. souhaitée]). À partir de la version 3 principalement, l'interface se fait plus dynamique et l'écran peut avoir plusieurs tailles et formes. Series 60 est l'interface utilisateur phare de Nokia, qui en a concédé la licence à d'autres constructeurs comme Lenovo, LG, Panasonic, Samsung, Sendo, Siemens.
Series 80. Créée par Nokia, cette interface utilisateur est destinée à la famille des « Communicator » ancienne génération (antérieurs à l'E90) et se caractérise par un clavier alphanumérique, 4 touches applicatives sur le côté droit et un écran large non tactile.
Series 90. Créée par Nokia et n'est maintenant plus en développement. Cette interface utilisateur se destinait aux matériels style PDA, avec support de l'écran tactile, pas de clavier. Ses concepts ont été réutilisés comme base à l'interface utilisateur Maemo de Nokia qui tourne sur une base Linux.
UIQ. Développée par UIQ Technology [réf. souhaitée], aujourd'hui appartenant à Sony Ericsson et à Motorola. Cette plate-forme s'est distinguée par son interface utilisateur de type PDA avec écran tactile (UIQ2). Elle supporte maintenant (UIQ3) également une interface classique sans écran tactile. UIQ est la deuxième interface utilisateur la plus répandue sur les téléphones Symbian OS.
MOAP(S). Disponible uniquement au Japon, cette plate-forme a la particularité d'être fermée ; il est en effet impossible d'installer des applications tierces.
| Interface utilisateur         | Version de Symbian OS |
| ----------------------------- | --------------------- |
| Series 60 v1.0                | v6.1                  |
| UIQ 2.0, UIQ 2.1              | v7.0                  |
| Series 60 2nd FP 1, Series 80 | v7.0s                 |
| Series 60 2nd FP 2            | v8.0a                 |
| Series 60 2nd FP 3            | v8.1a                 |
| S60 3rd, UIQ 3.1              | v9.1                  |
| S60 3rd FP1                   | v9.2                  |
| S60 3rd FP2                   | v9.3                  |
| S60 5th                       | v9.4                  |

## Les applications
Les applications mNotes 5 et mSuite 5 de CommonTime permettent de synchroniser les courriels et l'agenda Lotus Notes sur un smartphone Series 60 3e ou 5e édition.

## Développement
Le SDK, l'Application Developpement Toolkit, et le Product Developpement Toolkit sont librement téléchargeables après inscription sur le site de la communauté de développeurs Symbian.